# Odyn v kanoe
Odyn v kanoe (en ucraïnès: Один в каное) és un grup de música ucraïnès. Fundada el 2010 a la ciutat de Lviv a l'oest d'Ucraïna, aquesta formació de gènere indie està formada per la vocalista Irina Xvaidak, el guitarrista Ustim Pokhmurski i el percussionista Ihor Dzikovski.